# 대성 (북주)
대성(大成, 579년 1월 ~ 2월)은 북주(北周) 선제(宣帝) 우문윤(宇文贇)의 연호이다. 2개월 동안 사용하였다. 579년 2월, 선제는 7세의 어린 아들 정제(靜帝)에게 양위하였으며, 정제는 개원하였다.

## 개원
- 선정(宣政) 원년 1월 1일[1](579년 2월 12일)에 연호를 대성(大成)으로 개원함.[2][3][4][5][6]

- 대성(大成) 원년 2월 20일[7](579년 4월 1일)에 연호를 대상(大象)으로 개원함.[2][3][4][5]

## 연대 대조표
| 대성        | 원년            |
| 서기        | 579년           |
| 간지        | 기해(己亥)      |
| 남진 (南陳) | 태건(太建) 11년 |
| 후량 (後梁) | 천보(天保) 18년 |

## 동시대 연호

### 한국
신라(新羅)
- 홍제(鴻濟) (572년 ~ 584년)

### 중국
남진(南陳)
- 태건(太建) (569년 ~ 582년)

후량(後梁)
- 천보(天保) (562년 ~ 585년)

고창국(高昌國)
- 연창(延昌) (561년 ~ 601년)

## 같이 보기
- 중국의 연호 목록